# Mikko Kozarowitzky
Michael "Mikko" Kozarowitzky (Helsinki, 17 mei 1948) is een voormalig Formule 1-coureur uit Finland. Hij reed in 1977 2 Grands Prix voor het team RAM Racing, maar scoorde hierin geen punten.